# Вільшанка (притока Дохни)
Вільшанка — річка  в Україні, у  Бершадській міській громаді Гайсинського району Вінницької області. Ліва притока  Дохни (басейн Південного  Бугу).

## Опис
Довжина річки 10 км. Площа басейну 22 км².

## Розташування
Бере  початок на північному сході від Війтівки. Тече на південний схід через Устю і впадає у річку Дохну, праву притоку Пвівденного Бугу.